# Hårig hedmyra
Hårig hedmyra (Formica exsecta) är en myrart som beskrevs av Nylander 1846. Hårig hedmyra ingår i släktet Formica och familjen myror. Arten är reproducerande i Sverige.

## Underarter
Arten delas in i följande underarter:
- F. e. manchu
- F. e. exsecta

## Bildgalleri

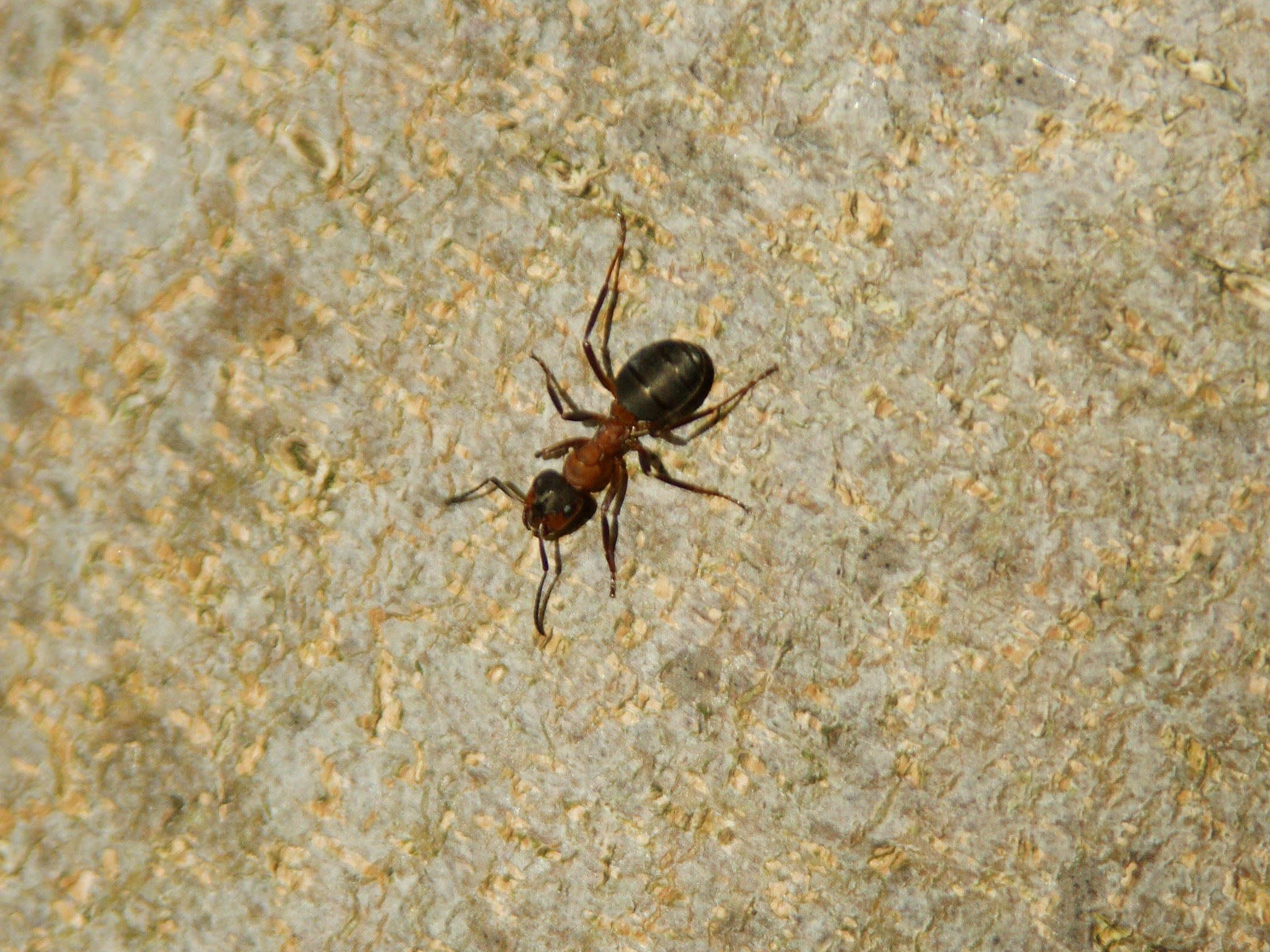
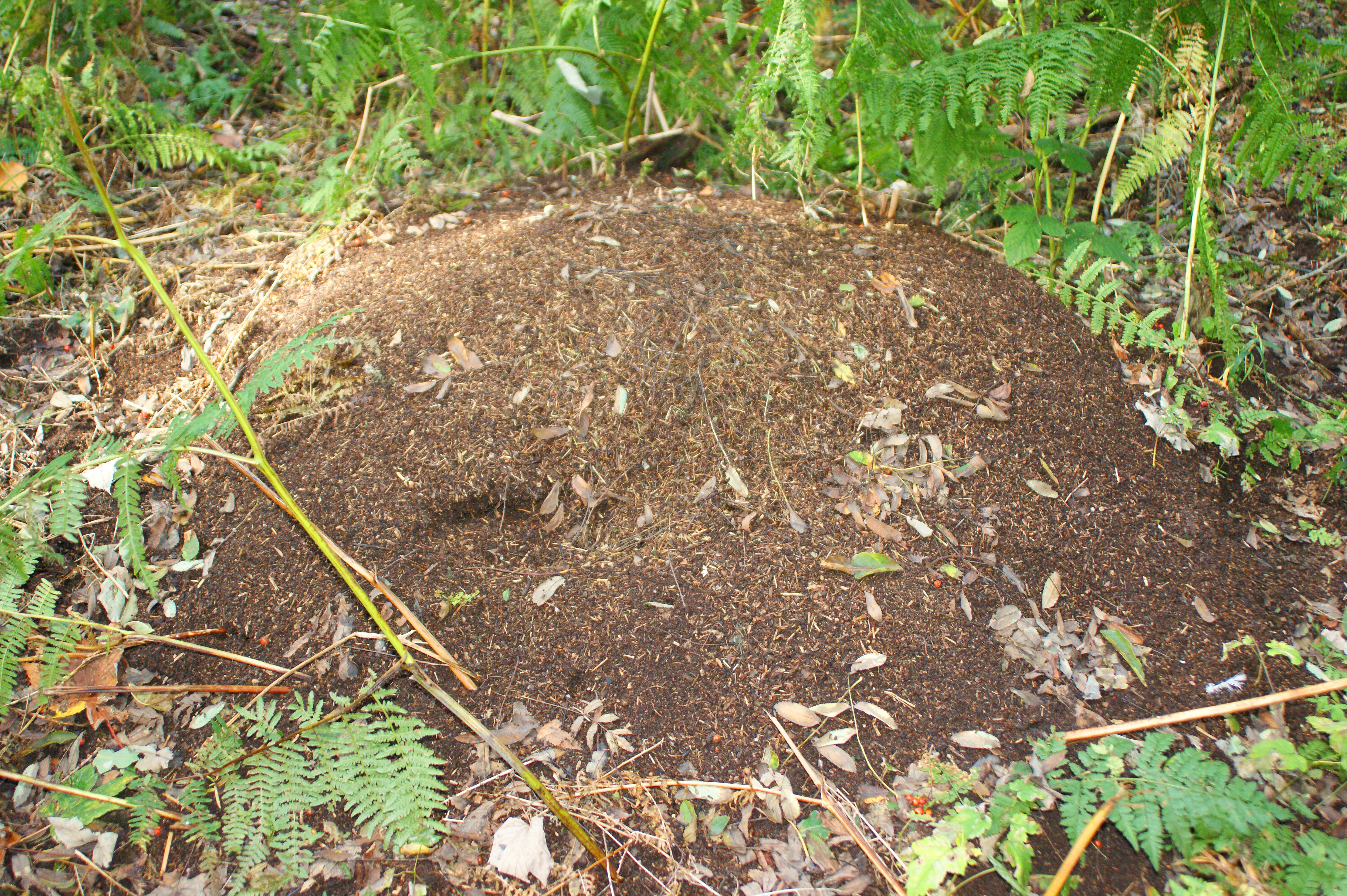
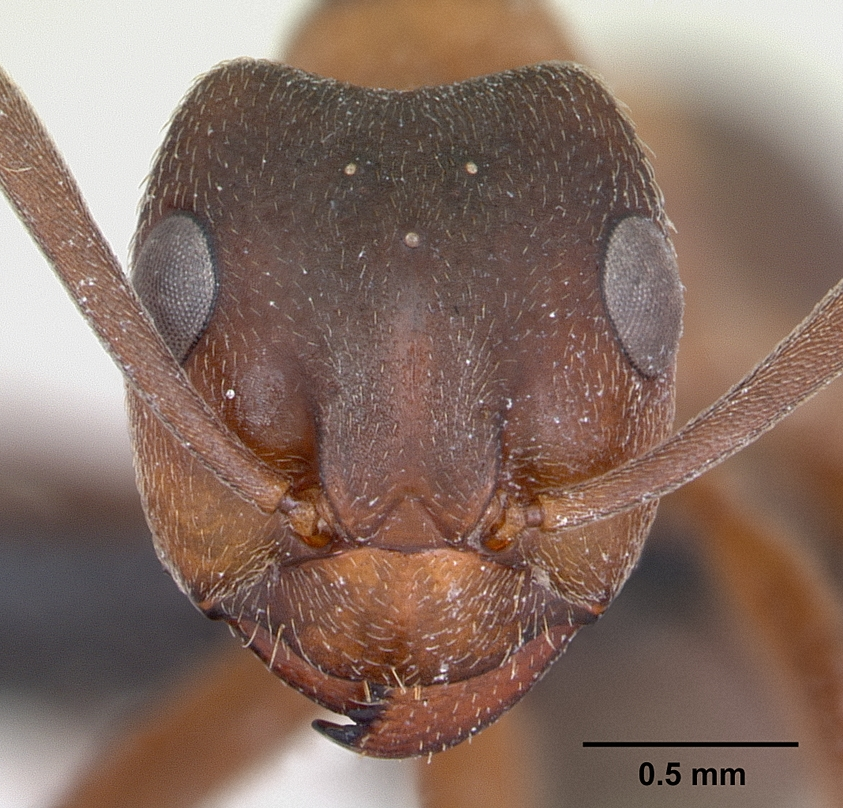
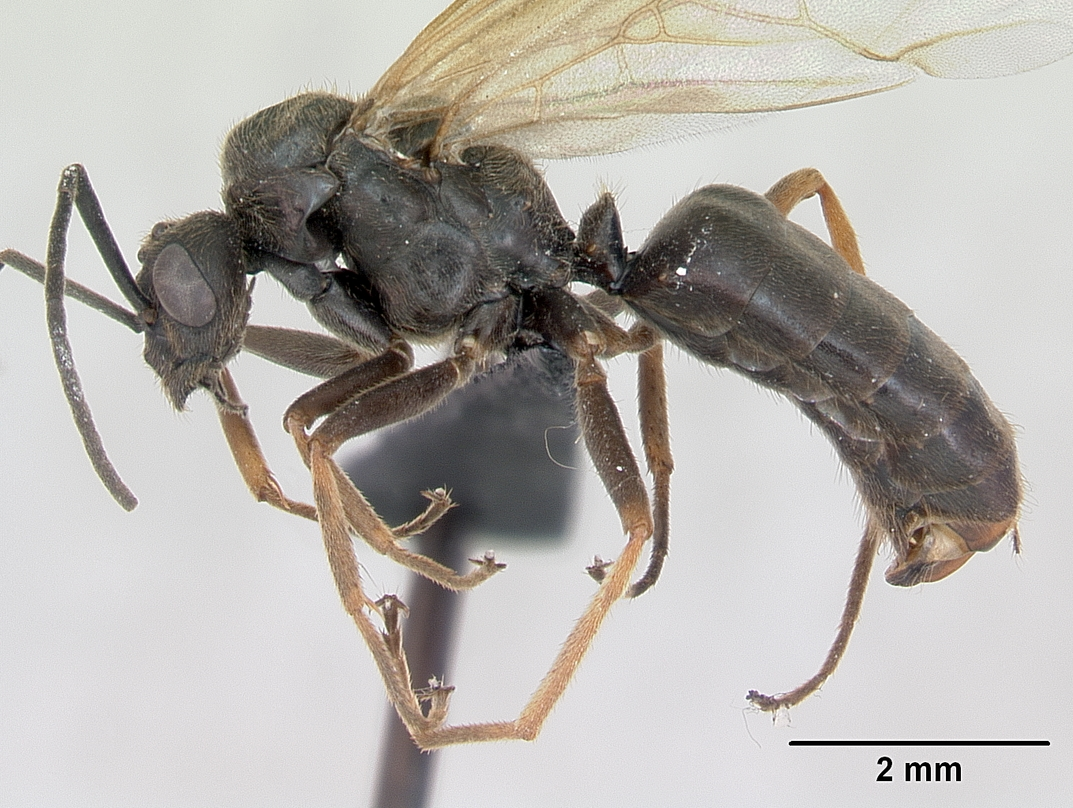
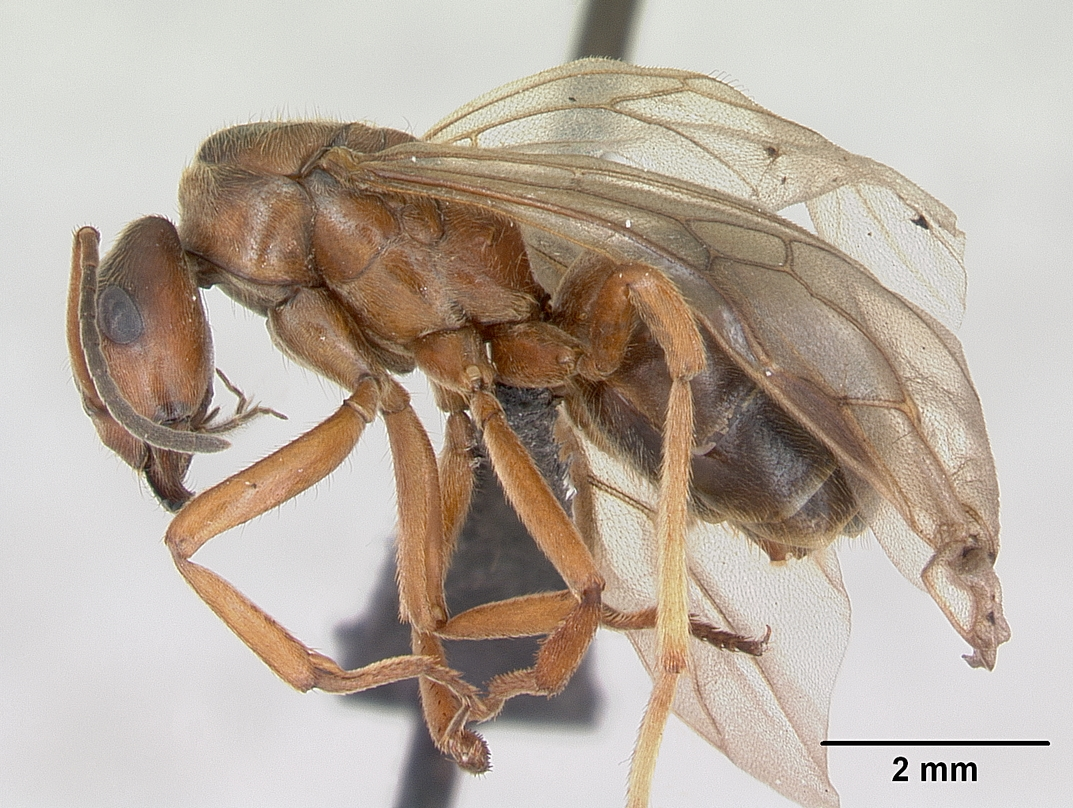